# Dorothea van Saksen-Coburg en Gotha

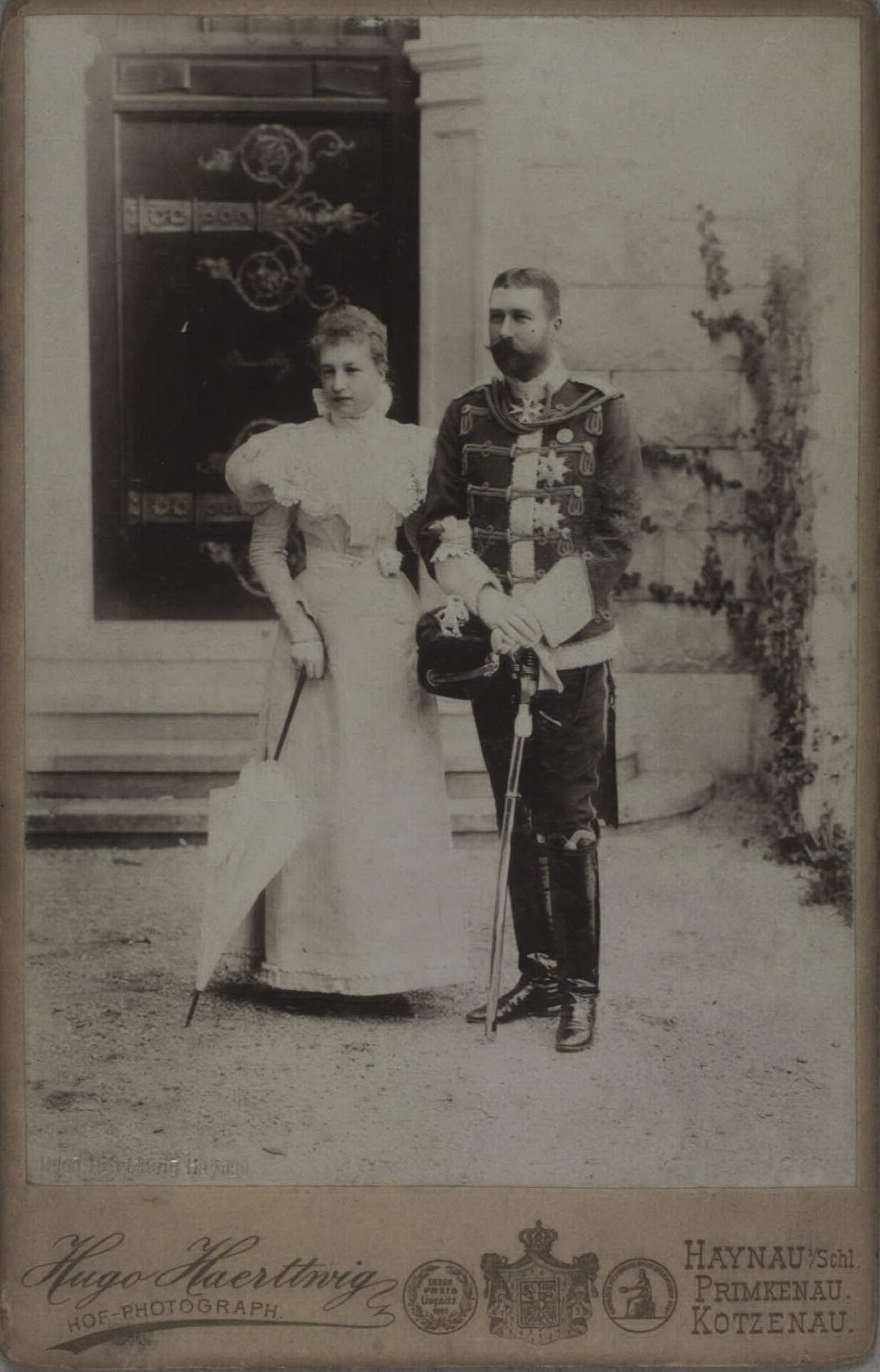
Dorothea en Ernst Günther van Sleeswijk-Holstein

Dorothea Maria Henriette Auguste Louise van Saksen-Coburg en Gotha (Wenen, 30 april 1881 — Dischingen, 21 januari 1967) was de enige dochter van prinses Louise van België en Filips van Saksen-Coburg-Gotha. 
Zij trouwde in 1898 met Ernst Günther (1863-1921), zoon van Frederik van Sleeswijk-Holstein-Sonderburg-Augustenburg en van Adelheid van Hohenlohe-Langenburg. 
Het paar had geen kinderen.  Hiermee stierf deze rechtstreekse tak van koning Leopold II uit. In plaats daarvan adopteerde het paar in 1920 Marie Louise (1908-1969) en Johan George van Sleeswijk-Holstein-Sonderburg-Glücksburg (1911-1941). Zij waren kleinkinderen van Frederik van Sleeswijk-Holstein-Sonderburg-Glücksburg, de oudere broer van koning Christiaan IX van Denemarken. Marie Louise trad in het huwelijk met een Duitse baron en Johan George stierf tijdens de Tweede Wereldoorlog.

## Voorouders
| Overgrootouders                                           | Ferdinand George August van Saksen-Coburg-Saalfeld-Koháry (1785-1851) ∞ Maria Antonia Koháry (1757-1831) | Ferdinand George August van Saksen-Coburg-Saalfeld-Koháry (1785-1851) ∞ Maria Antonia Koháry (1757-1831) | Lodewijk Filips I van Frankrijk (1773-1850) ∞ 1809 Marie Amélie van Bourbon-Sicilië (1782-1866) | Lodewijk Filips I van Frankrijk (1773-1850) ∞ 1809 Marie Amélie van Bourbon-Sicilië (1782-1866) | x 1832 Louise-Marie van Frankrijk (1812-1849)                                  | x 1832 Louise-Marie van Frankrijk (1812-1849)                                  | Lodewijk van Württemberg (1756-1817) ∞ 1754 Henriëtte van Nassau-Weilburg (1780-1857) | Lodewijk van Württemberg (1756-1817) ∞ 1754 Henriëtte van Nassau-Weilburg (1780-1857) | Lodewijk van Württemberg (1756-1817) ∞ 1754 Henriëtte van Nassau-Weilburg (1780-1857) | Lodewijk van Württemberg (1756-1817) ∞ 1754 Henriëtte van Nassau-Weilburg (1780-1857) |
| Grootouders                                               | August van Saksen-Coburg en Gotha (1818-1881) ∞ Clementine van Orléans (1817-1907)                       | August van Saksen-Coburg en Gotha (1818-1881) ∞ Clementine van Orléans (1817-1907)                       | August van Saksen-Coburg en Gotha (1818-1881) ∞ Clementine van Orléans (1817-1907)              | August van Saksen-Coburg en Gotha (1818-1881) ∞ Clementine van Orléans (1817-1907)              | Leopold II van België (1835-1909) ∞ Marie Henriëtte van Oostenrijk (1836-1902) | Leopold II van België (1835-1909) ∞ Marie Henriëtte van Oostenrijk (1836-1902) | Leopold II van België (1835-1909) ∞ Marie Henriëtte van Oostenrijk (1836-1902)        | Leopold II van België (1835-1909) ∞ Marie Henriëtte van Oostenrijk (1836-1902)        |                                                                                       |                                                                                       |
| Oude-1924)Dorothea van Saksen-Coburg en Gotha (1881-1967) | | |                                                                                                 |                                                                                                 |                                                                                |                                                                                |                                                                                       |                                                                                       |                                                                                       |                                                                                       |